# 퍼시픽 루서런 대학교
퍼시픽 루서런 대학(Pacific Lutheran University)은 미국 워싱턴주 터코마에 위치해 있는 대학교이다. 미국의 자유인문대학 대학 중 하나이며, 워싱턴주 내에서는 명문 사립대로 인식되고 있다. 리버럴 알츠 사립대학이기 때문에 학생들의 직업적 목표와 관련 있는 많은 부분에서 균형잡힌 교육을 받고 있다. 미술과 음악, 비지니스와 과학까지도 두루하는 교육을 추구하며, 학생들의 인성과 사회의 문제들에 관한여도 교육을 강조하는 바이다. 간호대학으로 유명하다 퍼시픽 루서런 대학을 졸업한 학생들은 다문화에 대한 교육을 많이 받으며, 리더십에 대한 교육도 특히나 강조한다.
현재 3,500명의 학생이 재학 중이며, 학생들은 교육의 질을 보고 이 학교의 진학을 많이 선택한다. 다른 공립 대학과 다르게 학교 수업들은 교수진과 학생들 인원수가 1대 15정도로 유지가 된다. 외국인 학생들은 학생 전체수의 10%를 차지하며, 아시아 계통 학생들보다 유럽, 특히나 노르웨이,에서 온 외국인 학생들이 많은 편이다. 학생들 대부분은 학교 캠퍼스 내에 있는 기숙사 생활을 한다. 학생들의 대학 생활을 지지해주기 위해, 책으로 배우는 교육 뿐만 아니라, 학생 활동 등에서의 교육을 하려 많은 활동들이 늘 활발하다.